# Fox Engine
Fox Engine is een game engine voor computerspellen ontwikkeld door Kojima Productions voor gebruik in spellen van Konami. De ontwikkeling van de engine begon in 2008 na het spel Metal Gear Solid 4. Het eerste spel dat gebruik maakte van de engine was Pro Evolution Soccer 2014.

## Ontwikkeling
Een eerste demonstratie werd getoond tijdens de jaarlijkse E3 2011. De demo toonde enkele visuele mogelijkheden van de engine, en was niet bedoeld als aankondiging voor een nieuw spel. Kojima Productions gaf aan de Fox Engine te gaan gebruiken voor alle toekomstige titels.
Hideo Kojima gaf in een tweet aan dat de Fox Engine draait om fotorealisme, zelfs wanneer men uitzoomt op het scherm.

## Lijst van spellen
De volgende spellen gebruiken de Fox Engine:
- Pro Evolution Soccer 2014 (2013)
- Metal Gear Solid V: Ground Zeroes (2014)
- P.T. (2014)
- Pro Evolution Soccer 2015 (2014)
- Metal Gear Solid V: The Phantom Pain (2015)
- Pro Evolution Soccer 2016 (2015)
- Metal Gear Solid V: The Definitive Experience (2016)
- Pro Evolution Soccer 2017 (2016)
- Pro Evolution Soccer 2018 (2017)
- Metal Gear Survive (2018)